# Rock and Roll (레드 제플린의 노래)
〈Rock and Roll〉은 영국의 록 밴드 레드 제플린의 곡으로 1971년 네 번째 음반 《Led Zeppelin IV》에서 두 번째 트랙으로 처음 발매되었다. 이 곡은 롤링 스톤스의 피아니스트 이언 스튜어트의 게스트 참여를 포함하고 있다. 1972년 로버트 크리스트가우는 이 곡을 "음악에서 가장 역동적인 하드 록 곡"이라고 불렀다.